# Biblioteca Gazi Husrev-beg
Biblioteca Gazi-Husrev-beg este o bibliotecă publică din Sarajevo, Bosnia și Herțegovina fondată în 1537, și face parte dintr-un complex mai mare, împreună cu Medresa Gazi Husrev-beg. Aceasta deține una dintre cele mai importante colecții de mansucrise islamice din Bosnia-Herțegovina, inclusiv multe donate de Gazi Husrev-beg. Colecția a supraviețuit războiului bosniac și asediului orașului Sarajevo. Biblioteca deține, de asemenea, un număr considerabil de cărți, reviste, ziare, documente și fotografii.

## Înființarea
În 1537, guvernatorul otoman al Bosniei, Gazi Husrev-beg, a înființata o medresă pentru educarea oamenilor din regiune. În Carta scrisă la crearea sa, guvernatorul a stipulat că „restul de bani care va rămâne din construcția medresei se va utiliza pentru achiziționarea de cărți bune, care vor fi folosite în medresă de către cititori, și pentru copierea lor de către cei care sunt implicați în știință."
Biblioteca și medresele au funcționat timp de peste trei sute de ani ca o singură unitate până când, în 1863, biblioteca a fost mutată în propriile sale încăperi, unde a rămas până în 1935, când a fost mutată în biroul muftiului din Sarajevo în afara moscheii Careva. Biblioteca a continuat să se mărească până când a început să fie folosită întreaga clădire de birouri a fostului muftiu. A rămas în acest loc până la începutul asediului orașului Sarajevo în 1992.

## Distrugerea și păstrarea în siguranță
În 1697, generalul austriac Eugen de Savoia a atacat biblioteca, distrugând multe lucrări istorice. Unele dintre cele mai importante documente care au fost pierdut au fost registrele judiciare din Sarajevo, cronologia proprietăților asupra terenurilor, informații despre căsătorii și alte evenimente juridice importante.
În timpul războaielor iugoslave din anii 1990, o mare parte din orașul Sarajevo a fost sub asediul forțelor Armatei Republicii Srpska. Multe dintre cărțile tipărite au fost mutate în moscheea Careva pentru păstrarea lor în siguranță. Manuscrisele au fost mutate de opt ori în timpul asediului de aproape patru ani a orașului. Cele 500 de manuscrise valoroase au fost plasate în seifurile Băncii Privredna, unde au fost ascunse. Au rămas acolo până a fost ridicat asediul.

## Reconstrucția
Biblioteca Gazi-Husrev-beg  s-a redeschis la 15 ianuarie 2014, după 10 ani de construcție. Noua bibliotecă a fost construită în mare parte cu ajutorul unor sume acordate Qatar, în valoare de 8.800.000 $ și are capacitatea de a deține aproape 500.000 de obiecte.. Noua bibliotecă are trei etaje și e făcută din sticlă și marmură. Aceasta are camere de lectură, o sală de conservare și o sală de 200 de locuri cu căști WiFi, care permite traducerea simultană de până la trei limbi diferite. La subsol este un muzeu dedicat istoriei de alfabetizare din Bosnia.

## Conținut
Biblioteca conține peste 100.000 de volume de manuscrise, cărți tipărite și documente în limba arabă, turcă, persană, bosniacă și alte limbi. Mai mult de 10.500 de unități de bibliotecă includ codice de manuscrise cu aproximativ 20.000 de texte în domeniile științelor islamice, limbi orientale, filozofie, logică, istorie, medicină, medicină veterinară, matematică, astronomie, și altele.
De la asediul orașului Sarajevo și de la restaurarea bibliotecii, mai multe manuscrise islamice importante au fost adăugate la colecția bibliotecii. Unele dintre cele mai importante dintre aceste manuscrise sunt următoarele:
- Ihya’ulum al-din este cel mai vechi manuscris din bibliotecă și a fost scris de către Abu Hamid Muhammed al-Ghazali (1111), în limba arabă.
- Diwanul lui Hafez Shirazi (1389) scris în limba persană, este prezentat cu frumoase miniaturi islamice.
- Tuhfat Al-ahrar este un poem didactic scris de scriitorul persan Nur al-Din „Abd al-Rahman Jami ( 1486), și este una dintre cele mai reprezentative piese de caligrafie islamice găsite în colecție. A fost copiat în jurul anului 1576.
- Firdaws Al-Akhbar bi-Masur al-khitab este o colecție hadis copiată de Abd Al-Salam ibn Muhammad al-Khwarizmi în 1151 în Hamadan, Iran.
- Al treilea volum de comentarii a Coranului în arabă, care acoperă surele șase și șapte scris de Abu Ishaq Ahmad ibn Muhammad ibn Ibrahim al-Talabi al-Nisaburi (1035) și copiat de Barakat ibn 'Isa ibn Abu Ya' la Hamza în 1176.
- Mai multe ilustrații din lucrarea enciclopedică Ma'rifetname, scrise în limba turcă de Sheikh Ibrahim Haqqi al-Erzurumi (1780).
- O parte din Carteaa Patra a al-Qanun, o celebră lucrare de medicină, scrisă în limba arabă de către Ibn Sina (1037).
- Un comentariu arab despre Ashkal al-ta'sis fi al-handasa, un tratat geometric al lui Musa ibn Muhammad Qadi-Zada (1412), care a fost copiat în 1675.
- Manuscrisul arab despre astronomie al-Mulakhkhas fi al-hay'a scris de Mahmud ibn Muhammad ibn 'Umar al-Jagmini al-Khawarizmi (1334). Acest lucru special a fost copiat în 1658.

Există, de asemenea, copii importante ale Mus'hafs, copii ale Coranului, incluse în colecția bibliotecii, precum și o varietate de licențe didactice din perioada Imperiului Otoman și 35.000 de cărți tipărite în bosniacă și alte limbi europene.